# Knut Björkenstam (militär)
Knut Olof Knutsson Björkenstam, född 17 augusti 1934 i Engelbrekts församling i Stockholms stad, död 31 oktober 2017, var en svensk militär.

## Biografi
Björkenstam avlade studentexamen vid Gävle högre allmänna läroverk 1956. Han avlade officersexamen vid Krigsskolan 1960 och utnämndes samma år till fänrik vid Hälsinge regemente, där han tjänstgjorde till 1970. Han befordrades till löjtnant 1962, till kapten 1968 och till major 1972. Han gick Stabskursen på Armélinjen vid Militärhögskolan 1968–1970, tjänstgjorde vid staben i Gävle försvarsområde 1970–1974, var lärare vid Arméns stabs- och sambandsskola 1975–1977, var chef för Krigsplanavdelningen vid Upplands regemente 1977–1978 och tjänstgjorde vid Arméns kompaniofficersskola 1978–1980. År 1980 befordrades han till överstelöjtnant och från 1980 var han chef för Utbildningssektionen vid Hälsinge regemente. Åren 1982–1985 var han lärare vid Allmänna kursen på Armélinjen vid Militärhögskolan. Björkenstam tjänstgjorde 1985–1994 vid Försvarsstaben, bland annat som chef för Administrativa avdelningen vid Administrativa sektionen i Planeringsledningen till 1989 eller 1990. Han pensionerades från Försvarsmakten 1994.
Knut Björkenstam var från 1990-talet till 2001 ledamot av styrelsen för stiftelsen Svenskt Militärhistoriskt Bibliotek. Han var också ledamot av styrelsen för Militärmusiksamfundet och under tolv år redaktör för dess tidning. Under tjugo år var han redaktör för Kungl. Hälsinge regementes kamratförenings årsskrift Bocken, där han skrev många artiklar.